# Franco Russo
Franco Russo (Buenos Aires, 1994. október 25. –) argentin labdarúgó, a bolgár Ludogorec Razgrad hátvédje.

## Pályafutása
Russo az argentin fővárosban, Buenos Airesben született. Az ifjúsági pályafutását az All Boys akadémiájánál kezdte.
2014-ben mutatkozott be a spanyol Tamarite felnőtt keretében. 2015-ben a Espanyol B szerződtette. 2017-ben a Vilafranca csapatát erősítette kölcsönben. 2017-ben az Ontinyenthez, majd 2018-ban a másodosztályban szereplő Mallorcához igazolt. Először a 2018. szeptember 29-ei, Lugo ellen 1–1-es döntetlennel zárult mérkőzésen lépett pályára. A 2019–20-as szezonban a Ponferradina csapatát erősítette kölcsönben. A 2020–21-es idényben feljutottak a La Ligába. Első gólját 2021. december 4-én, az Atlético Madrid ellen idegenben 2–1-re megnyert találkozón szerezte meg. 2023. január 16-án 3½ éves szerződést kötött a bolgár első osztályban érdekelt Ludogorec Razgrad együttesével.

## Statisztika
2023. január 4. szerint.
| Klub                      | Szezon   | Bajnokság        | Bajnokság | Bajnokság | Kupa  | Kupa  | Nemzetközi | Nemzetközi | Összesen | Összesen |
| Klub                      | Szezon   | Bajnokság        | Mérk.     | Gólok     | Mérk. | Gólok | Mérk.      | Gólok      | Mérk.    | Gólok    |
| ------------------------- | -------- | ---------------- | --------- | --------- | ----- | ----- | ---------- | ---------- | -------- | -------- |
| Mallorca                  | 2018–19  | Segunda División | 4         | 0         | 3     | 0     | —          | —          | 7        | 0        |
| Mallorca                  | 2020–21  | Segunda División | 18        | 0         | 2     | 0     | —          | —          | 20       | 0        |
| Mallorca                  | 2021–22  | La Liga          | 19        | 1         | 3     | 0     | —          | —          | 22       | 1        |
| Mallorca                  | 2022–23  | La Liga          | 3         | 0         | 2     | 0     | —          | —          | 5        | 0        |
| Mallorca                  | Összesen | Összesen         | 44        | 1         | 10    | 0     | 0          | 0          | 54       | 1        |
| Ponferradina (kölcsönben) | 2019–20  | Segunda División | 36        | 1         | 0     | 0     | —          | —          | 36       | 1        |
| Ludogorec Razgrad         | 2022–23  | Parva Liga       | 1         | 0         | 0     | 0     | 2          | 0          | 3        | 0        |
| Összesen                  | Összesen | Összesen         | 81        | 2         | 10    | 0     | 2          | 0          | 93       | 2        |

## Sikerei, díjai
Mallorca
- Segunda División
  - Feljutó (1): 2020–21